# 魔术师约翰逊
小艾爾文·強森（英語：Earvin Johnson Jr.，1959年8月14日—），出生於美國密歇根州兰辛，昵称魔术师、魔術強森（Magic Johnson），為NBA聯盟職業籃球運動員，場上位置為控球後衛，亦曾擔任洛杉磯湖人的籃球事務部總裁。在高中和大學率隊獲得冠軍後，強森投入1979年NBA選秀，被洛杉磯湖人以狀元籤選中，十三年職業生涯全數奉獻給洛杉磯湖人，新秀賽季的強森在首場季后賽即拿下大三元數據 ，並和隊友卡里姆·阿布都-賈霸聯手帶領湖人取得總冠軍，成為聯盟有史以來最年輕的NBA總決賽最有價值球員（20歲276天），之後在20世紀80年代四次贏得總冠軍。1991年，強森宣布感染了艾滋病毒，於同年11月7日宣布退休，之後他曾於1996年1月短暫復出，但因卡爾·馬龍等人極力反對，強森於1996年5月14日再次宣布退役。
強森的職業生涯成就包括三次當選NBA最有價值球員 ，三次獲選NBA總決賽最有價值球員，十二次入選全明星陣容（兩次當選NBA全明星賽最有價值球員），九次入選NBA年度第一隊，1982年入選NBA年度第二隊，兩次獲得NBA抄截王，四次獲得NBA助攻王，三次獲選為總決賽最有價值球員獎。此外強森也是1992年美國國家男子籃球隊（夢一隊）的成員，該隊在1992年以全勝之姿獲得奧運金牌。強森是聯盟有史以來第二高的控球後衛，他在2007年被ESPN評為有史以來最偉大的控球後衛。1992年2月16日，湖人為強森的32號球衣舉行了退役儀式。1996年10月，在NBA創立五十週年之際，強森入選為NBA50週年紀念隊。2002年，強森入選奈史密斯籃球名人紀念堂。
退休後，強森成為一名成功的企業家，他致力於倡導艾滋病的預防和安全性行為的重要性，有助於消除當時仍廣泛存在的刻板印象，他的勇氣得到了廣泛的讚揚，並在2009年被《黑檀木雜誌》評選為美國最有影響力的非洲裔商人之一。

## 生涯
強森身高6英尺9英寸（206公分），在1980年代和1990年代早期效力於洛杉矶湖人队。作为一名控球后卫，他带领湖人队五度夺得NBA总冠军（1980年、1982年、1985年、1987年和1988年），另外还有四次闯入NBA总决赛。他也在1979年，带领密歇根州立大学篮球队在NCAA的决赛中击败拉里·伯得率领的印第安纳州立大学队。约翰逊也是以新秀身份夺得NBA总决赛最有价值球员的目前唯一一人（1980年）。他也是历史上同时获得NCAA和NBA冠军的少數球员之一，而他更曾經獲得兩樣賽事的決賽最佳球員。他在球員生涯的尾聲也参加了1992年巴塞罗那奥运会並獲得金牌。
在高中时期，约翰逊就凭借着他夸张的传球方式和比赛风格，获得了“魔術”的暱称。1979年，湖人透過數年前盖尔·古德里奇轉隊的補償中拿到了本年爵士隊的首輪選秀權，而爵士隊本賽季正好因為古德里奇受傷而墊底。時任湖人老闆Cooke正準備要把湖人隊賣給Buss家族，而該年選秀的狀元籤是他在任期內最後一次重要決策：他幫缺少後衛的湖人從蒙克里夫和強森（兩人是1979年NCAA賽季全美第一隊的兩名後衛）之間選擇了後者。儘管最後在第五順位獲選的蒙克里夫是80年代最知名的後場大鎖，也是入選名人堂的球員，但是強森證明了Cooke絕對是挑中了更好的選項。尽管強森不是以得分见长，但是他在其他方面都非常出色。在他的球员生涯中，他对NBA联赛作出了方方面面的贡献。他使湖人队三度成为得分最高球队（1987年、1989年、1990年），两度成为抢篮板球最佳球队（1982年、1983年）。他极强的表现能力和令人晕眩的“不看队员传球”和穿越場上其他球員胯下的地板傳球總是能成功破壞對面防守的陣型，使湖人引领了80年代的篮坛风格。在他的帶領下，洛杉磯湖人隊成為了快攻的代名詞，華麗且高效的球風吸引了不少好萊塢巨星前來觀賽，連帶使湖人在全國都有極高的知名度。
尽管他与大鸟伯德在球场外是亲密的朋友，但是他们在球场上掀起了“洛杉磯湖人对”的争霸大战，其中包含了1984到1985連續二年的決賽對戰，兩邊各取一勝。兩隊在50和60年代是NBA最有代表性的隊伍，但他們在70年代末期的表現都大幅下滑，直到這兩人同時把這兩隊再度提升為頂級強權，并吸引了数百万的球迷观看NBA。
约翰逊在新秀赛季即进入季后赛，在季后赛首场即拿下三雙，并最终取得了职业生涯的第一个总冠军，并成为NBA总决赛最有价值球员。此后在职业生涯季后赛首场即拿到三双的球员，只有2005年的勒布朗·詹姆斯。约翰逊最经典的一场比赛也许是1980年5月16日举行的NBA总决赛第6场比赛。作为新秀的约翰逊，代替受伤的贾巴尔出任中锋；尽管是在客场费城作战，但是他活跃在场上的每个位置，最终成为那场比赛绝对的支配者——得42分，抢得15个篮板球，都是当天比赛的最高成绩。他也因此打败了朱利叶斯·欧文领军的费城76人队，夺得当年的NBA总冠军。全国球迷也从此真正理解了“魔术师”的缘由。之后，他又带领湖人队夺得4次总冠军。

## 愛滋病事件
除了籃球以外，強森最出名的也許就是他在1991年11月7日向公眾宣布感染了愛滋病毒（HIV）並将在不久退役的消息。这震驚了美國民眾，並使愛滋病危機受到大眾重視。
儘管如此，1992年的全明星賽，他還是應球員要求出席擔任主力後衛並獲得當場比賽的最有價值球員，帶領西岸明星隊以40分之差擊敗東岸明星隊。其後更獲邀入選暱稱為夢幻隊的美國國家男子籃球代表隊，出席該年巴塞隆那奧運會並為美國摘金。
由於對籃球的熱誠及受球員、球迷的愛戴，強森於巴塞隆那凱旋後宣佈復出。當年此舉動引起很大的迴響，其一是他對NBA的貢獻，其二是球員對他的愛滋病的恐懼。當時的NBA球星如麥可喬登等保持緘默，唯獨卡爾·馬龍出面公開反對復出，并對記者說：「強森不應該復出，為了他好，更為大家好。」結果當湖人隊於92-93年球季開幕前最後一場熱身賽，強森的手臂上被弄出一小傷口並流血，所有球員大為緊張並對他保持距離。強森意識到大家的恐懼，只好放棄復出的念頭。
1992年，蘭登書屋出版了強森的書《你可以為防治愛滋病做點什么？》。這本書的所有收入都捐獻給預防、研究愛滋病的「魔術強森基金會」。
強森感染愛滋病毒後不久就出現了鸡尾酒疗法，通過服用多種抗逆转录病毒药物，其體内的愛滋病毒濃度被控制在很低的程度，因此他雖然感染了愛滋病毒，但一直没有發展成真正的愛滋病，他也得以存活至今。

## 退役从商
约翰逊在退役后，开始从商。他经营一家全国连锁的电影院“魔术师约翰逊影院”，目前该影院连锁属于Loews影院，但仍保持独立运作。他的兴趣也扩展到一个谈话节目“魔术师小时”和收购一些星巴克咖啡连锁店。据说约翰逊在退役后从商的收入已经超过他打球的薪水和广告收入。
2012年3月，魔術強森和前亞特蘭大勇士與華盛頓國民的總裁Stan Kasten等人組成的「古根漢棒球管理集團」，以20億美元的歷史天價買下洛杉磯道奇隊。
2014年4月25日，已經退休18年的他被捲入唐納德·斯特林的種族歧視事件，因為斯特林在2013年9月針對其拉丁裔女友與魔術強森的合照，說出了「妳可以帶黑人回家，甚至與他們上床，但我不希望妳與黑人公開露面，更不希望你帶他們去我的球場」，斯特林隨後在同年4月30日，因為其被公開的種族歧視言論，被NBA處以終身禁止參與NBA事務並且罰款250萬美元。

## 重回湖人
美国时间2017年2月21日，就在交易大限前2天，洛杉磯湖人進行高層改組。原總經理Mitch Kupchak遭開除，原籃球事務部執行副總裁Jim Buss也卸任。傳奇球星「魔術」強森接任籃球事務部總裁工作。
2019年4月10日，魔術強森宣佈自己將辭去總裁一職。擺脫球隊的束縛，魔術稱自己現在是一隻「自由的小鳥」。

## NBA生涯数据
| \| † \| NBA总冠军 \| \| \| 联盟第一 \| |           |
| †                                      | NBA总冠军 |
|                                        | 联盟第一  |

### 常规赛
| 賽季     | 球隊       | GP  | GS  | MPG  | FG%  | 3P%  | FT%  | RPG | APG   | SPG | BPG | PPG  |
| -------- | ---------- | --- | --- | ---- | ---- | ---- | ---- | --- | ----- | --- | --- | ---- |
| 1979–80† | 洛杉矶湖人 | 77  | 72  | 36.3 | .530 | .226 | .810 | 7.7 | 7.3   | 2.4 | 0.5 | 18.0 |
| 1980–81  | 洛杉矶湖人 | 37  | 35  | 37.1 | .532 | .176 | .760 | 8.6 | 8.6   | 3.4 | 0.7 | 21.6 |
| 1981–82† | 洛杉矶湖人 | 78  | 77  | 38.3 | .537 | .207 | .760 | 9.6 | 9.5   | 2.7 | 0.4 | 18.6 |
| 1982–83  | 洛杉矶湖人 | 79  | 79  | 36.8 | .548 | .000 | .800 | 8.6 | 10.5  | 2.2 | 0.6 | 16.8 |
| 1983–84  | 洛杉矶湖人 | 67  | 66  | 38.3 | .565 | .207 | .810 | 7.3 | 13.1  | 2.2 | 0.7 | 17.6 |
| 1984–85† | 洛杉矶湖人 | 77  | 77  | 36.1 | .561 | .189 | .843 | 6.2 | 12.6  | 1.5 | 0.3 | 18.3 |
| 1985–86  | 洛杉矶湖人 | 72  | 70  | 35.8 | .526 | .233 | .871 | 5.9 | 12.6  | 1.6 | 0.2 | 18.8 |
| 1986–87† | 洛杉矶湖人 | 80  | 80  | 36.3 | .522 | .205 | .848 | 6.3 | 12.2  | 1.7 | 0.4 | 23.9 |
| 1987–88† | 洛杉矶湖人 | 72  | 70  | 36.6 | .492 | .196 | .853 | 6.2 | 11.9  | 1.6 | 0.2 | 19.6 |
| 1988–89  | 洛杉矶湖人 | 77  | 77  | 37.5 | .509 | .314 | .911 | 7.9 | 12.8  | 1.8 | 0.3 | 22.5 |
| 1989–90  | 洛杉矶湖人 | 79  | 79  | 37.2 | .480 | .384 | .890 | 6.6 | 11.5  | 1.7 | 0.4 | 22.3 |
| 1990–91  | 洛杉磯湖人 | 79  | 79  | 37.1 | .477 | .320 | .906 | 7.0 | 12.5  | 1.3 | 0.2 | 19.4 |
| 1995–96  | 洛杉磯湖人 | 32  | 9   | 29.9 | .466 | .379 | .856 | 5.7 | 6.9   | 0.8 | 0.4 | 14.6 |
| 職業生涯 | 職業生涯   | 906 | 870 | 36.7 | .520 | .303 | .848 | 7.2 | 11.2‡ | 1.9 | 0.4 | 19.5 |
| 明星賽   | 明星賽     | 11  | 10  | 30.1 | .489 | .476 | .905 | 5.2 | 11.5  | 1.9 | 0.6 | 16.0 |

### 季后赛
| 賽季  | 球隊       | GP  | GS  | MPG  | FG%  | 3P%  | FT%  | RPG  | APG  | SPG | BPG | PPG  |
| ----- | ---------- | --- | --- | ---- | ---- | ---- | ---- | ---- | ---- | --- | --- | ---- |
| 1980† | 洛杉矶湖人 | 16  | 16  | 41.1 | .518 | .250 | .802 | 10.5 | 9.4  | 3.1 | 0.4 | 18.3 |
| 1981  | 洛杉矶湖人 | 3   | 3   | 42.3 | .388 | .000 | .650 | 13.7 | 7.0  | 2.7 | 1.0 | 17.0 |
| 1982† | 洛杉矶湖人 | 14  | 14  | 40.1 | .529 | .000 | .828 | 11.3 | 9.3  | 2.9 | 0.2 | 17.4 |
| 1983  | 洛杉矶湖人 | 15  | 15  | 42.9 | .485 | .000 | .840 | 8.5  | 12.8 | 2.3 | 0.8 | 17.9 |
| 1984  | 洛杉矶湖人 | 21  | 21  | 39.9 | .551 | .000 | .800 | 6.6  | 13.5 | 2.0 | 1.0 | 18.2 |
| 1985† | 洛杉矶湖人 | 19  | 19  | 36.2 | .513 | .143 | .847 | 7.1  | 15.2 | 1.7 | 0.2 | 17.5 |
| 1986  | 洛杉矶湖人 | 14  | 14  | 38.6 | .537 | .000 | .766 | 7.1  | 15.1 | 1.9 | 0.1 | 21.6 |
| 1987† | 洛杉矶湖人 | 18  | 18  | 37.0 | .539 | .200 | .831 | 7.7  | 12.2 | 1.7 | 0.4 | 21.8 |
| 1988† | 洛杉矶湖人 | 24  | 24  | 40.2 | .514 | .500 | .852 | 5.4  | 12.6 | 1.4 | 0.2 | 19.9 |
| 1989  | 洛杉矶湖人 | 14  | 14  | 37.0 | .489 | .286 | .907 | 5.9  | 11.8 | 1.9 | 0.2 | 18.4 |
| 1990  | 洛杉矶湖人 | 9   | 9   | 41.8 | .490 | .200 | .886 | 6.3  | 12.8 | 1.2 | 0.1 | 25.2 |
| 1991  | 洛杉矶湖人 | 19  | 19  | 43.3 | .440 | .296 | .882 | 8.1  | 12.6 | 1.2 | 0.0 | 21.8 |
| 1996  | 洛杉矶湖人 | 4   | 0   | 33.8 | .385 | .333 | .848 | 8.5  | 6.5  | 0.0 | 0.0 | 15.3 |
| 生涯  | 生涯       | 190 | 186 | 39.7 | .506 | .241 | .838 | 7.7  | 12.3 | 1.9 | 0.3 | 19.5 |